# Mydas ruficornis
Mydas ruficornis är en tvåvingeart som beskrevs av Christian Rudolph Wilhelm Wiedemann 1824. Mydas ruficornis ingår i släktet Mydas och familjen Mydidae. Inga underarter finns listade i Catalogue of Life.